# 톨킨학
톨킨학(Tolkienology)은 J.R.R. 톨킨의 가운데땅 서사시를 연구하는 학문이다. 또한 발리노르이야기를 고대사처럼 다루며, 우주내에 발리노르가 있다고 가정한다. 
톨킨학에는 다음이 포함된다.

## 톨킨 언어학
톨킨 언어학(Tolkien Linguistics)은 J.R.R. 톨킨의 가운데땅이야기를 완벽하게 구성하기 위해 언어를 연구하고, 문자 체계도 연구하며, 주로 꿰냐를 연구한다.